# Iglesia de San Pedro (Santiago de Chile)
La Iglesia de San Pedro es un templo
católico ubicado en la calle Mac-Iver, en el centro de la ciudad de Santiago, Chile. Obra del arquitecto Emilio Doyère, e inaugurada en 1896, se encuentra bajo la administración de la Congregación de Nuestra Señora de la Caridad del Buen Pastor. La iglesia fue declarada monumento histórico, mediante el Decreto Supremo n.º 705, del 8 de octubre de 1990.

## Historia
El templo fue diseñado por el arquitecto Emilio Doyére, y construido entre los años 1890 y 1896, en terrenos de la residencia de la familia Fernández Concha, quienes ordenaron su construcción para luego donarla a la Congregación de Nuestra Señora de la Caridad del Buen Pastor. El templo está dedicado a san Pedro, santo patrono del padre de la benefactora Rosario Fernández Concha.
El terremoto de 1985 dejó a la iglesia con serios daños en sus muros y en la torre, por lo que fue restaurada por el arquitecto Jorge Gómez en 1992.
El terremoto de 2010 dañó su campanario, lo que hizo que la iglesia estuviera cerrada, por el riesgo de desprendimiento de material. El año 2018 se llevó a cabo una reparación para lograr la consolidación estructural de la torre y recuperación de sus elementos.

## Descripción
El templo se encuentra ubicado entre el convento de la congregación en el lado norte, y entre un edificio que alberga la Facultad de Arte de la Universidad Mayor, en donde hasta 1990 funcionaba el Colegio Rosa de Santiago Concha, en el costado sur.
De estilo gótico y de base o planta de cruz latina, la iglesia se compone de tres naves, siendo la central de mayor altura que las laterales adyacentes, sumado a una única torre en su fachada. En el interior, el cielo del templo contiene pinturas de los italianos Pedro Pelli y Oreste Rosso, y vitrales originales de Múnich, Alemania.
El órgano del templo es el último de los instrumentos del fabricante francés Aristide Cavaillé-Coll instalado en el país. Fue montado en el año 1894 por Oreste Carlini, gracias a las gestiones del arzobispo Mariano Casanova. Es uno de los siete órganos que se conservan del fabricante en el país, que llegaron en el último tercio del siglo xix, cuando las congregaciones religiosas tenían gran influencia en la sociedad local.